# جنویو گانت
جنویو ویلهلمینا گانت (انگلیسی: Genevieve Wilhelmina Gaunt؛ زادهٔ ۱۳ ژانویهٔ ۱۹۹۱) هنرپیشه بریتانیایی-هلندی است که با بازی در نقش پانسی پارکینسون در هری پاتر و زندانی آزکابان (۲۰۰۴)، به شهرت رسید.

## زندگینامه
گانت در لندن، انگلستان زاده و بزرگ شد، او دختر بازیگر هلندی فردریک دو گروت و بازیگر بریتانیایی فیونا گانت زاده شد و بزرگ شد. او دو خواهر و برادر به نام‌های الوین و الیور دارد و بازیگری را از ۱۲ سالگی شروع کرد. گانت در مدرسه گودولفین و لاتیمر در لندن تحصیل کرد. او با مدرک زبان انگلیسی از کالج نیونهام، کمبریج فارغ‌التحصیل شد.